# Elecciones al Parlamento Vasco de 1990
Las elecciones al Parlamento Vasco de 1990, que dieron paso a la IV Legislatura, tuvieron lugar el 28 de octubre de 1990.

## Contexto político
Fueron las primeras elecciones autonómicas tras la refundación de Alianza Popular en el Partido Popular. La refundación supuso un cambio de estrategia política al aceptar el statu quo autonómico y de la pertenencia de Álava al País Vasco, para así recuperar electorado en las otras dos provincias (en las elecciones de 1986 AP sólo obtuvo representación en forma de sendos parlamentarios por Álava y Vizcaya, no logrando ninguno por Guipúzcoa). Sin embargo, esto provoca que una parte del PP alavés se escinda y en conjunción con personas vinculadas al mundo empresarial vitoriano conformen el partido Unidad Alavesa presentándose a las elecciones con un programa político abiertamente antinacionalista vasco y reclamando para Álava un estatus foral similar al de Navarra.

## Resultados
| ← Elecciones al Parlamento Vasco de 1990 → |                                                                                   |                           |         |       |         |      |
| Lendakari y gobierno | Partido                                                                           | Candidato                 | Votos   | %     | Escaños | +/-  |
| - Lendakari: José Antonio Ardanza - Gobiernos: EAJ-PNV, EA y EE (1990-1991) EAJ-PNV, PSE y EE (1991-1993) EAJ-PNV y PSE-EE (1993-1994) - Censo: 1.687.936 - Votantes: 1.029.457 (61,0%) - Abstención: 658.479 (39,0%) - Válidos: 1.024.067 - A candidatura: 1.016.719 (99,3%) | Euzko Alderdi Jeltzalea-Partido Nacionalista Vasco (EAJ-PNV)                      | José Antonio Ardanza      | 289.701 | 28,49 | 22      | +5   |
| - Lendakari: José Antonio Ardanza - Gobiernos: EAJ-PNV, EA y EE (1990-1991) EAJ-PNV, PSE y EE (1991-1993) EAJ-PNV y PSE-EE (1993-1994) - Censo: 1.687.936 - Votantes: 1.029.457 (61,0%) - Abstención: 658.479 (39,0%) - Válidos: 1.024.067 - A candidatura: 1.016.719 (99,3%) | Partido Socialista de Euskadi (PSE-PSOE)                                          | Ramón Jáuregui            | 202.736 | 19,94 | 16      | -3   |
| - Lendakari: José Antonio Ardanza - Gobiernos: EAJ-PNV, EA y EE (1990-1991) EAJ-PNV, PSE y EE (1991-1993) EAJ-PNV y PSE-EE (1993-1994) - Censo: 1.687.936 - Votantes: 1.029.457 (61,0%) - Abstención: 658.479 (39,0%) - Válidos: 1.024.067 - A candidatura: 1.016.719 (99,3%) | Herri Batasuna (HB)                                                               | Iñaki Esnaola             | 186.410 | 18,33 | 13 a    | =    |
| - Lendakari: José Antonio Ardanza - Gobiernos: EAJ-PNV, EA y EE (1990-1991) EAJ-PNV, PSE y EE (1991-1993) EAJ-PNV y PSE-EE (1993-1994) - Censo: 1.687.936 - Votantes: 1.029.457 (61,0%) - Abstención: 658.479 (39,0%) - Válidos: 1.024.067 - A candidatura: 1.016.719 (99,3%) | Eusko Alkartasuna (EA)                                                            | Carlos Garaikoetxea       | 115.703 | 11,38 | 9       | -4   |
| - Lendakari: José Antonio Ardanza - Gobiernos: EAJ-PNV, EA y EE (1990-1991) EAJ-PNV, PSE y EE (1991-1993) EAJ-PNV y PSE-EE (1993-1994) - Censo: 1.687.936 - Votantes: 1.029.457 (61,0%) - Abstención: 658.479 (39,0%) - Válidos: 1.024.067 - A candidatura: 1.016.719 (99,3%) | Partido Popular (PP)                                                              | Jaime Mayor Oreja         | 83.719  | 8,23  | 6       | +4 b |
| - Lendakari: José Antonio Ardanza - Gobiernos: EAJ-PNV, EA y EE (1990-1991) EAJ-PNV, PSE y EE (1991-1993) EAJ-PNV y PSE-EE (1993-1994) - Censo: 1.687.936 - Votantes: 1.029.457 (61,0%) - Abstención: 658.479 (39,0%) - Válidos: 1.024.067 - A candidatura: 1.016.719 (99,3%) | Euskadiko Ezkerra (EE)                                                            | Kepa Aulestia             | 79.105  | 7,78  | 6       | -3   |
| - Lendakari: José Antonio Ardanza - Gobiernos: EAJ-PNV, EA y EE (1990-1991) EAJ-PNV, PSE y EE (1991-1993) EAJ-PNV y PSE-EE (1993-1994) - Censo: 1.687.936 - Votantes: 1.029.457 (61,0%) - Abstención: 658.479 (39,0%) - Válidos: 1.024.067 - A candidatura: 1.016.719 (99,3%) | Unidad Alavesa (UA)                                                               | José Luis Añúa            | 14.351  | 1,41  | 3       | +3   |
| - Lendakari: José Antonio Ardanza - Gobiernos: EAJ-PNV, EA y EE (1990-1991) EAJ-PNV, PSE y EE (1991-1993) EAJ-PNV y PSE-EE (1993-1994) - Censo: 1.687.936 - Votantes: 1.029.457 (61,0%) - Abstención: 658.479 (39,0%) - Válidos: 1.024.067 - A candidatura: 1.016.719 (99,3%) | Ezker Batua-Izquierda Unida (EB-IU)                                               |                           | 14.440  | 1,42  | 0       |      |
| - Lendakari: José Antonio Ardanza - Gobiernos: EAJ-PNV, EA y EE (1990-1991) EAJ-PNV, PSE y EE (1991-1993) EAJ-PNV y PSE-EE (1993-1994) - Censo: 1.687.936 - Votantes: 1.029.457 (61,0%) - Abstención: 658.479 (39,0%) - Válidos: 1.024.067 - A candidatura: 1.016.719 (99,3%) | Centro Democrático y Social (CDS)                                                 |                           | 6.680   | 0,66  | 0       | -2   |
| - Lendakari: José Antonio Ardanza - Gobiernos: EAJ-PNV, EA y EE (1990-1991) EAJ-PNV, PSE y EE (1991-1993) EAJ-PNV y PSE-EE (1993-1994) - Censo: 1.687.936 - Votantes: 1.029.457 (61,0%) - Abstención: 658.479 (39,0%) - Válidos: 1.024.067 - A candidatura: 1.016.719 (99,3%) | Democracia Socialista (DS)                                                        | Ricardo García Damborenea | 5.023   | 0,49  | 0       |      |
| - Lendakari: José Antonio Ardanza - Gobiernos: EAJ-PNV, EA y EE (1990-1991) EAJ-PNV, PSE y EE (1991-1993) EAJ-PNV y PSE-EE (1993-1994) - Censo: 1.687.936 - Votantes: 1.029.457 (61,0%) - Abstención: 658.479 (39,0%) - Válidos: 1.024.067 - A candidatura: 1.016.719 (99,3%) | Los Verdes Ecologistas (LVE)                                                      |                           | 4.304   | 0,42  | 0       |      |
| - Lendakari: José Antonio Ardanza - Gobiernos: EAJ-PNV, EA y EE (1990-1991) EAJ-PNV, PSE y EE (1991-1993) EAJ-PNV y PSE-EE (1993-1994) - Censo: 1.687.936 - Votantes: 1.029.457 (61,0%) - Abstención: 658.479 (39,0%) - Válidos: 1.024.067 - A candidatura: 1.016.719 (99,3%) | Agrupación Ruiz Mateos-Alianza Democrática Europea (ARM-ADE)                      |                           | 4.303   | 0,42  | 0       |      |
| - Lendakari: José Antonio Ardanza - Gobiernos: EAJ-PNV, EA y EE (1990-1991) EAJ-PNV, PSE y EE (1991-1993) EAJ-PNV y PSE-EE (1993-1994) - Censo: 1.687.936 - Votantes: 1.029.457 (61,0%) - Abstención: 658.479 (39,0%) - Válidos: 1.024.067 - A candidatura: 1.016.719 (99,3%) | Euskal Herriko Berdeak (EHB)                                                      |                           | 4.199   | 0,41  | 0       |      |
| - Lendakari: José Antonio Ardanza - Gobiernos: EAJ-PNV, EA y EE (1990-1991) EAJ-PNV, PSE y EE (1991-1993) EAJ-PNV y PSE-EE (1993-1994) - Censo: 1.687.936 - Votantes: 1.029.457 (61,0%) - Abstención: 658.479 (39,0%) - Válidos: 1.024.067 - A candidatura: 1.016.719 (99,3%) | Partido Socialista de los Trabajadores (PST)                                      |                           | 3.010   | 0,30  | 0       |      |
| - Lendakari: José Antonio Ardanza - Gobiernos: EAJ-PNV, EA y EE (1990-1991) EAJ-PNV, PSE y EE (1991-1993) EAJ-PNV y PSE-EE (1993-1994) - Censo: 1.687.936 - Votantes: 1.029.457 (61,0%) - Abstención: 658.479 (39,0%) - Válidos: 1.024.067 - A candidatura: 1.016.719 (99,3%) | Partido Humanista (PH)                                                            |                           | 825     | 0,08  | 0       |      |
| - Lendakari: José Antonio Ardanza - Gobiernos: EAJ-PNV, EA y EE (1990-1991) EAJ-PNV, PSE y EE (1991-1993) EAJ-PNV y PSE-EE (1993-1994) - Censo: 1.687.936 - Votantes: 1.029.457 (61,0%) - Abstención: 658.479 (39,0%) - Válidos: 1.024.067 - A candidatura: 1.016.719 (99,3%) | Coalición Liga Komunista Iraultzailea - Euskadiko Mugimendu Komunista (LKI - EMK) |                           | 670     | 0,07  | 0       |      |
| - Lendakari: José Antonio Ardanza - Gobiernos: EAJ-PNV, EA y EE (1990-1991) EAJ-PNV, PSE y EE (1991-1993) EAJ-PNV y PSE-EE (1993-1994) - Censo: 1.687.936 - Votantes: 1.029.457 (61,0%) - Abstención: 658.479 (39,0%) - Válidos: 1.024.067 - A candidatura: 1.016.719 (99,3%) | Alianza por la República (AR)                                                     |                           | 669     | 0,07  | 0       |      |
| - Lendakari: José Antonio Ardanza - Gobiernos: EAJ-PNV, EA y EE (1990-1991) EAJ-PNV, PSE y EE (1991-1993) EAJ-PNV y PSE-EE (1993-1994) - Censo: 1.687.936 - Votantes: 1.029.457 (61,0%) - Abstención: 658.479 (39,0%) - Válidos: 1.024.067 - A candidatura: 1.016.719 (99,3%) | Partido Comunista de los Pueblos de España-Euskal Komunistak (PCPE-EK)            |                           | 599     | 0,06  | 0       |      |
| - Lendakari: José Antonio Ardanza - Gobiernos: EAJ-PNV, EA y EE (1990-1991) EAJ-PNV, PSE y EE (1991-1993) EAJ-PNV y PSE-EE (1993-1994) - Censo: 1.687.936 - Votantes: 1.029.457 (61,0%) - Abstención: 658.479 (39,0%) - Válidos: 1.024.067 - A candidatura: 1.016.719 (99,3%) | Partido Comunista de España (marxista-leninista) (PCE(ml))                        |                           | 272     | 0,02  | 0       |      |
| - Lendakari: José Antonio Ardanza - Gobiernos: EAJ-PNV, EA y EE (1990-1991) EAJ-PNV, PSE y EE (1991-1993) EAJ-PNV y PSE-EE (1993-1994) - Censo: 1.687.936 - Votantes: 1.029.457 (61,0%) - Abstención: 658.479 (39,0%) - Válidos: 1.024.067 - A candidatura: 1.016.719 (99,3%) | En blanco                                                                         |                           | 7.580   | 0,74  | N/A     | N/A  |
| - Lendakari: José Antonio Ardanza - Gobiernos: EAJ-PNV, EA y EE (1990-1991) EAJ-PNV, PSE y EE (1991-1993) EAJ-PNV y PSE-EE (1993-1994) - Censo: 1.687.936 - Votantes: 1.029.457 (61,0%) - Abstención: 658.479 (39,0%) - Válidos: 1.024.067 - A candidatura: 1.016.719 (99,3%) | Nulos                                                                             |                           | 5.163   | 0,50  | N/A     | N/A  |

a Ausentes durante toda la legislatura.

b Respecto a Coalición Popular.

### Por territorios históricos
| Resultados por territorios históricos |        |        |         |       |           |           |           |           |         |         |         |         |            |            |            |            |
| Partido                               | Álava  | Álava  | Álava   | Álava | Guipúzcoa | Guipúzcoa | Guipúzcoa | Guipúzcoa | Vizcaya | Vizcaya | Vizcaya | Vizcaya | País Vasco | País Vasco | País Vasco | País Vasco |
| Partido                               | Votos  | %      | Escaños | +/-   | Votos     | %         | Escaños   | +/-       | Votos   | %       | Escaños | +/-     | Votos      | %          | Escaños    | +/-        |
| EAJ-PNV                               | 28.341 | 22,49% | 6       | 1     | 68.457    | 20,55%    | 6         | 2         | 192.903 | 34,6%   | 10      | 2       | 289.701    | 28,49%     | 22         | 5          |
| PSE-PSOE                              | 26.894 | 21,34% | 6       | 1     | 63.922    | 19,19%    | 5         | 1         | 111.920 | 20,07%  | 5       | 1       | 202.736    | 19,94%     | 16         | 3          |
| HB                                    | 16.139 | 12,81% | 3       | =     | 79.224    | 23,78%    | 6         | =         | 91.047  | 16,33%  | 4       | =       | 186.410    | 18,33%     | 13         | =          |
| EA                                    | 10.332 | 8,2%   | 2       | 2     | 60.449    | 18,15%    | 5         | 1         | 44.922  | 8,06%   | 2       | 1       | 115.703    | 11,38%     | 9          | 4          |
| PP                                    | 13.758 | 10,92% | 3       | 2     | 21.556    | 6,47%     | 1         | 1         | 48.405  | 8,68%   | 2       | 1       | 83.719     | 8,23%      | 6          | 4          |
| EE                                    | 8.526  | 6,76%  | 2       | 1     | 29.596    | 8,88%     | 2         | 1         | 40.983  | 7,35%   | 2       | 1       | 79.105     | 7,78%      | 6          | 3          |
| UA                                    | 14.034 | 11,34% | 3       | 3     | 134       | 0,04%     | 0         | =         | 183     | 0,03%   | 0       | =       | 14.351     | 1,41%      | 3          | 3          |
| CDS                                   | 2.436  | 1,93%  | 0       | 2     | 1.175     | 0,35%     | 0         | =         | 3.069   | 0,55%   | 0       | =       | 6.680      | 0,66%      | 0          | 2          |
| En blanco                             | 1.010  | 0,79%  | N/A     | N/A   | 2.891     | 0,86%     | N/A       | N/A       | 3.679   | 0,65%   | N/A     | N/A     | 7.580      | 0,74%      | N/A        | N/A        |
| Nulos                                 | 873    | 0,68%  | N/A     | N/A   | 1.367     | 0,41%     | N/A       | N/A       | 2.923   | 0,52%   | N/A     | N/A     | 5.163      | 0,5%       | N/A        | N/A        |

## Investidura del lendakari
Ardanza fue elegido lendakari en segunda votación y por mayoría simple el 1 de febrero de 1991 con los votos de PNV, EA y EE.
| Fecha                                             | Voto                           |    |    |    |   |   |   |   | Total |
| ------------------------------------------------- | ------------------------------ | -- | -- | -- | - | - | - | - | ----- |
| 31 enero 1991 Mayoría requerida: Absoluta (38/75) | José Antonio Ardanza (EAJ-PNV) | 22 |    |    | 9 |   | 6 |   | 37/75 |
| 31 enero 1991 Mayoría requerida: Absoluta (38/75) | En blanco                      |    | 16 |    |   | 6 |   | 3 | 25/75 |
| 31 enero 1991 Mayoría requerida: Absoluta (38/75) | Ausentes                       |    |    | 13 |   |   |   |   | 13/75 |
| 1 de febrero de 1991 Mayoría requerida: Simple    | José Antonio Ardanza (EAJ-PNV) | 22 |    |    | 9 |   | 6 |   | 37/75 |
| 1 de febrero de 1991 Mayoría requerida: Simple    | En blanco                      |    | 16 |    |   | 6 |   | 3 | 25/75 |
| 1 de febrero de 1991 Mayoría requerida: Simple    | Ausentes                       |    |    | 13 |   |   |   |   | 13/75 |